# Сирија на Олимпијским играма
Сирија се први пут појавила на Олимпијским играма 1948. године. После тога је Сирија пропустила наредне четири олимпијске игре и од тада само још једанпут је пропустила само једне Летње олимпијске игре и то 1976. године, када се придружила бојкоту игара у Монтреалу због апартхејда.
На Зимским олимпијским играма Сирија никада није учествовала. Сирија такође никада није била домаћин олимпијских игара;
Сиријски олимпијци закључно са 2016. годином су освојили укупно 3 медаља и од тога једну златну. Све медаље су освојене на Летњим олимпијским играма и то у три спорта: атлетици, рвању и боксу.
Национални олимпијски комитет Сирије (Syrian Olympic Committee) је основан 1948. и признат од стране Међународног олимпијског комитета исте године.

## Медаље
| Учешће и освојене медаље Сирије на ОИ |       |        |        |        |  |   |   |   |   |  |
| Спортска дисциплина                   | Злато | Сребро | Бронза | Укупно |  |   |   |   |   |  |
| Атлетика                              | 1     | 0      | 0      | 1      |  |   |   |   |   |  |
| Бокс                                  | 0     | 0      | 1      | 1      |  |   |   |   |   |  |
| Рвање                                 | 0     | 1      | 0      | 1      |  |   |   |   |   |  |
| Укупно                                |       |        |        |        |  | 1 | 1 | 1 | 3 |  |

### Освојене медаље на ЛОИ
| Освојене медаље Сирије на ЛОИ |                         |                         |                         |                         |                         |                         |                         |                         |                         |                         |
| ЛОИ                           | Носилац заставе         | Учешће                  | Муш.                    | Жене                    | спорт.                  | Злато                   | Сребро                  | Бронза                  | Укупно                  | Ранг                    |
| 1948. Лондон                  |                         |                         |                         |                         |                         | 0                       | 0                       | 0                       | 0                       |                         |
| 1952. Хелсинки                | Сирија није учествовала | Сирија није учествовала | Сирија није учествовала | Сирија није учествовала | Сирија није учествовала | Сирија није учествовала | Сирија није учествовала | Сирија није учествовала | Сирија није учествовала | Сирија није учествовала |
| 1956. Мелбурн и Стокхолм      | Сирија није учествовала | Сирија није учествовала | Сирија није учествовала | Сирија није учествовала | Сирија није учествовала | Сирија није учествовала | Сирија није учествовала | Сирија није учествовала | Сирија није учествовала | Сирија није учествовала |
| 1960. Рим                     | Сирија није учествовала | Сирија није учествовала | Сирија није учествовала | Сирија није учествовала | Сирија није учествовала | Сирија није учествовала | Сирија није учествовала | Сирија није учествовала | Сирија није учествовала | Сирија није учествовала |
| 1964. Токио                   | Сирија није учествовала | Сирија није учествовала | Сирија није учествовала | Сирија није учествовала | Сирија није учествовала | Сирија није учествовала | Сирија није учествовала | Сирија није учествовала | Сирија није учествовала | Сирија није учествовала |
| 1968. Мексико Сити            |                         |                         |                         |                         |                         | 0                       | 0                       | 0                       | 0                       |                         |
| 1972. Минхен                  |                         |                         |                         |                         |                         | 0                       | 0                       | 0                       | 0                       |                         |
| 1976. Монтреал                | Сирија није учествовала | Сирија није учествовала | Сирија није учествовала | Сирија није учествовала | Сирија није учествовала | Сирија није учествовала | Сирија није учествовала | Сирија није учествовала | Сирија није учествовала | Сирија није учествовала |
| 1980. Москва                  |                         |                         |                         |                         |                         | 0                       | 0                       | 0                       | 0                       |                         |
| 1984. Лос Анђелес             |                         |                         |                         |                         |                         | 0                       | 1                       | 0                       | 1                       |                         |
| 1988. Сеул                    |                         |                         |                         |                         |                         | 0                       | 0                       | 0                       | 0                       |                         |
| 1992. Барселона               |                         |                         |                         |                         |                         | 0                       | 0                       | 0                       | 0                       |                         |
| 1996. Атланта                 |                         |                         |                         |                         |                         | 1                       | 0                       | 0                       | 1                       |                         |
| 2000. Сиднеј                  |                         |                         |                         |                         |                         | 0                       | 0                       | 0                       | 0                       |                         |
| 2004. Атина                   |                         |                         |                         |                         |                         | 0                       | 0                       | 1                       | 1                       |                         |
| 2008. Пекинг                  |                         |                         |                         |                         |                         | 0                       | 0                       | 0                       | 0                       |                         |
| 2012. Лондон                  |                         |                         |                         |                         |                         | 0                       | 0                       | 0                       | 0                       |                         |
| 2016. Рио де Жанеиро          |                         |                         |                         |                         |                         | 0                       | 0                       | 0                       | 0                       |                         |
| 2020. Токио                   |                         |                         |                         |                         |                         |                         |                         |                         |                         |                         |
| 2024. Париз                   |                         |                         |                         |                         |                         |                         |                         |                         |                         |                         |
| 2028. Лос Анђелес             | предстојећи догађај     |                         |                         |                         |                         |                         |                         |                         |                         |                         |
| 2032. Бризбејн                | предстојећи догађај     |                         |                         |                         |                         |                         |                         |                         |                         |                         |
| Укупно                        |                         |                         |                         |                         |                         | 1                       | 1                       | 1                       | 3                       |                         |

### Освајачи медаља на ЛОИ
| Бр. | Медаља | Име             | Игре              | Спорт    | Дисциплина         | Ж | М |
| --- | ------ | --------------- | ----------------- | -------- | ------------------ | - | - |
| 1.  |        | Ghada Shouaa    | Атланта 1996.     | Атлетика | седмобој           | ж | − |
| 1.  |        | Joseph Atiyeh   | Лос Анђелес 1984. | Рвање    | до 100 кг слободно | − | м |
| 1.  |        | Nasser Al Shami | Атина 2004.       | Бокс     | супертешка         | − | м |